# Rathaus Lehe
Das alte Rathaus Lehe ist ein Verwaltungsgebäude in der seit 1947 zu Bremerhaven gehörenden ehemals selbständigen Stadt Lehe.
Das Bauwerk wurde 1984 unter Bremer Denkmalschutz gestellt.

## Geschichte
1865 wurde das zweigeschossige Gebäude zunächst als Armen- und Waisenhaus in gleicher Gestalt wie die Alte Schule am Leher Markt errichtet. 1887 erfolgte nach Plänen von Carl Pogge ein Umbau im Stil der Neogotik mit einer reichhaltigen Verzierung. Es wurde dann als Artilleriekaserne genutzt. 1907 kam eine Erweiterung des Gebäudes nach Plänen von Heinrich Lagershausen für neue Diensträume hinzu. Ein kleiner Turm krönte den dreigeschossigen Anbau.
Nach dem Zweiten Weltkrieg war das Gebäude der Dienstsitz der Bauverwaltung. Renovierungsarbeiten erfolgten in den 1980/1990er Jahren. Die Bauverwaltung zog 2004 in das neue Technische Rathaus um.
Danach dient das Gebäude als neues Justizzentrum für das an der nahen Nordstraße gelegene Amtsgericht Bremerhaven von 1917. Im Gebäude hat das Arbeitsgericht Bremen-Bremerhaven einzelne Kammern untergebracht. Weiterhin befinden sich hier das Nachlassgericht und Einrichtungen des Jugendamtes der Stadt Bremerhaven sowie seit 2005 der Betreuungsverein Bremerhaven.
2013 und 2014 wurden für rund eine Million Euro umfangreiche Sanierungsmaßnahmen an der West- und Nordfassade durchgeführt.
2017 wurde die Südfassade saniert. Als Finanzierungsmittel stellte die Stadt Bremerhaven 250.000 Euro zur Verfügung, weitere nicht zurückzuzahlende 100.000 Euro erhielt Bremerhaven aus dem Denkmalschutz-Sonderprogramm des Bundes zur Erhaltung von Kulturdenkmälern.